# Elecciones provinciales de San Juan de 1963
Las elecciones generales de la provincia de San Juan de 1963 tuvieron lugar el domingo 7 de julio del mencionado año, con el objetivo de restaurar las instituciones democráticas constitucionales y autónomas de la provincia después del golpe de Estado del 29 de marzo de 1962, que derrocó al gobierno constitucional de Arturo Frondizi e intervino todas las provincias. Fueron las decimoquintas elecciones provinciales sanjuaninas desde la instauración del sufragio secreto. Se realizaron también en el marco de la proscripción del peronismo de la vida política argentina, por lo que se considera que los comicios no fueron completamente libres y justos. La elección provincial se celebró el mismo día que las elecciones presidenciales y legislativas a nivel nacional.
Al igual que en la elección de 1962, los cuatro principales partidos contendientes eran escisiones de la Unión Cívica Radical (UCR). Leopoldo Bravo, de la Unión Cívica Radical Bloquista, que había ganado las anteriores elecciones apoyado por el peronismo, obtuvo nuevamente la victoria con el 30,76% de los votos. Afectada por el masivo voto en blanco que varios de sus principales electores emitieron a nivel nacional, la Unión Cívica Radical Intransigente (UCRI), oficialista antes del golpe, perdió gran parte de su caudal de votos y cayó a un 2,08%. Alfredo Avelín, de la Cruzada Renovadora, quedó segundo con un 21,39%. La Unión Cívica Radical del Pueblo (UCRP) obtuvo el tercer puesto con el 20,17%,.
Bravo asumió su mandato el 12 de octubre de 1963. Sin embargo, no pudo finalizarlo ya que fue depuesto por el golpe de Estado del 28 de junio de 1966, que intervino todas las provincias.

## Resultados

### Gobernador y Vicegobernador
| Fórmula         | Fórmula         | Partido         | Partido                                 | Votos   | %     | Electores |
| Gobernador      | Vicegobernador  | Partido         | Partido                                 | Votos   | %     | Electores |
| --------------- | --------------- | --------------- | --------------------------------------- | ------- | ----- | --------- |
| Leopoldo Bravo  | Luis Cattani    |                 | Unión Cívica Radical Bloquista          | 46.690  | 30,76 | 15/40     |
| Alfredo Avelín  |                 |                 | Unión Cívica Radical Cruzada Renovadora | 32.471  | 21,39 | 9/40      |
|                 |                 |                 | Unión Cívica Radical del Pueblo         | 30.620  | 20,17 | 9/40      |
|                 |                 |                 | Partido Demócrata Conservador Popular   | 26.819  | 17,67 | 7/40      |
|                 |                 |                 | Concentración Democráta                 | 6.640   | 4,37  |           |
|                 |                 |                 | Partido Demócrata Cristiano             | 3.829   | 2,52  |           |
|                 |                 |                 | Unión Cívica Radical Intransigente      | 3.155   | 2,08  |           |
|                 |                 |                 | Partido Laborista                       | 862     | 0,57  |           |
|                 |                 |                 | Cruzada Acción Nacional                 | 693     | 0,46  |           |
|                 |                 |                 |                                         |         |       |           |
| Votos positivos | Votos positivos | Votos positivos | Votos positivos                         | 151.779 | 100   |           |

#### Resultados por secciones electorales

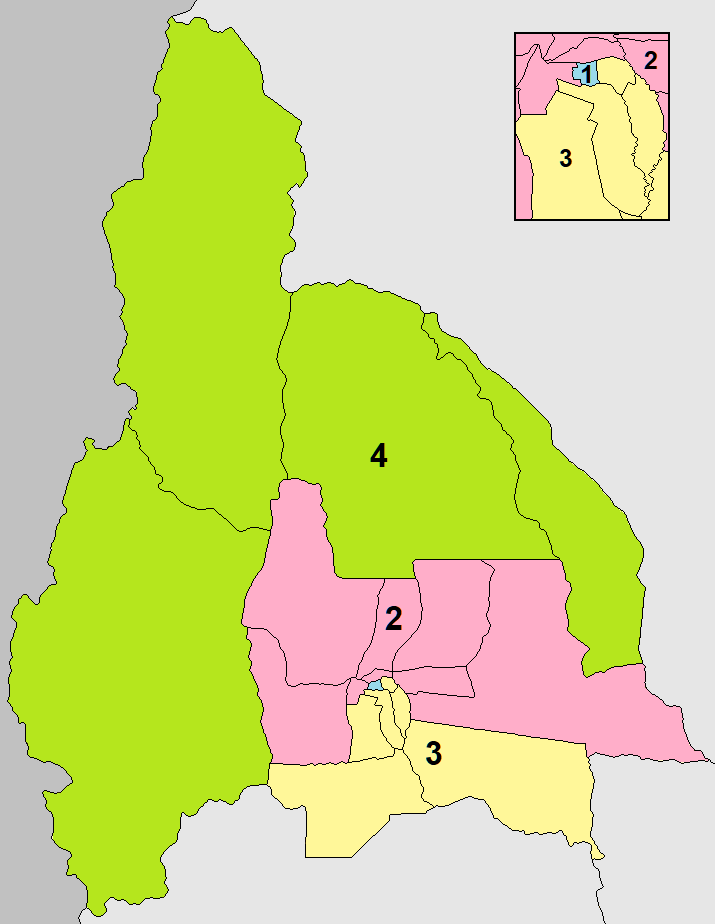
Secciones electorales de San Juan:
1ª Sección
2ª Sección
3ª Sección
4ª Sección

| 1ª Sección Electoral 11 Electores | 1ª Sección Electoral 11 Electores       | 1ª Sección Electoral 11 Electores | 1ª Sección Electoral 11 Electores | 1ª Sección Electoral 11 Electores | 1ª Sección Electoral 11 Electores                                                 |
| Partido                           | Partido                                 | Votos                             | %                                 | Electores                         | Electos                                                                           |
| --------------------------------- | --------------------------------------- | --------------------------------- | --------------------------------- | --------------------------------- | --------------------------------------------------------------------------------- |
|                                   | Unión Cívica Radical Bloquista          | 14.023                            | 28,21                             | 4/11                              | - Juan A. Vera Correa - Juan C. Cámpora - Jorge Chain - Julio C. Vergara          |
|                                   | Unión Cívica Radical del Pueblo         | 11.862                            | 23,86                             | 3/11                              | - Hilario Sánchez Rodríguez - Marcos Goldin - Lidio L. Costa                      |
|                                   | Unión Cívica Radical Cruzada Renovadora | 9.998                             | 20,11                             | 2/11                              | - Teófiio Avelín - Antonio Linares                                                |
|                                   | Partido Demócrata Conservador Popular   | 7.589                             | 15,27                             | 2/11                              | - Marcelina del Pilar Barrera - Nolberto Espejo                                   |
|                                   | Concentración Democráta                 | 2.439                             | 4,91                              |                                   |                                                                                   |
|                                   | Partido Demócrata Cristiano             | 1.971                             | 3,97                              |                                   |                                                                                   |
|                                   | Unión Cívica Radical Intransigente      | 1.193                             | 2,40                              |                                   |                                                                                   |
|                                   | Partido Laborista                       | 321                               | 0,65                              |                                   |                                                                                   |
|                                   | Cruzada Acción Nacional                 | 310                               | 0,62                              |                                   |                                                                                   |
|                                   |                                         |                                   |                                   |                                   |                                                                                   |
| Votos positivos                   | Votos positivos                         | 49.706                            | 100                               |                                   |                                                                                   |
| 2ª Sección Electoral 11 Electores |                                         |                                   |                                   |                                   |                                                                                   |
| Partido                           | Partido                                 | Votos                             | %                                 | Electores                         | Electos                                                                           |
|                                   | Unión Cívica Radical Bloquista          | 12.933                            | 31,53                             | 4/11                              | - Julio Zapata Ramírez - Paulino Montaña - José Pedro Ruiz - Esteban Héctor Kenny |
|                                   | Unión Cívica Radical Cruzada Renovadora | 8.676                             | 21,15                             | 3/11                              | - Ramón Mamerto Vega - Delia Malvina Streimbrecher - Marcos Aurelio Kenny         |
|                                   | Partido Demócrata Conservador Popular   | 7.967                             | 19,42                             | 2/11                              | - Nidia Yolanda Gutiérrez - Domingo Pallero                                       |
|                                   | Unión Cívica Radical del Pueblo         | 7.419                             | 18,08                             | 2/11                              | - Luis A. Raimundo - Pedro H. Olivera                                             |
|                                   | Concentración Democráta                 | 2.037                             | 4,97                              |                                   |                                                                                   |
|                                   | Partido Demócrata Cristiano             | 826                               | 2,01                              |                                   |                                                                                   |
|                                   | Unión Cívica Radical Intransigente      | 821                               | 2,00                              |                                   |                                                                                   |
|                                   | Partido Laborista                       | 214                               | 0,52                              |                                   |                                                                                   |
|                                   | Cruzada Acción Nacional                 | 130                               | 0,32                              |                                   |                                                                                   |
|                                   |                                         |                                   |                                   |                                   |                                                                                   |
| Votos positivos                   | Votos positivos                         | 41.023                            | 100                               |                                   |                                                                                   |
| 3ª Sección Electoral 9 Electores  |                                         |                                   |                                   |                                   |                                                                                   |
| Partido                           | Partido                                 | Votos                             | %                                 | Electores                         | Electos                                                                           |
|                                   | Unión Cívica Radical Bloquista          | 14.323                            | 30,46                             | 3/9                               | - Francisco M. Riveros - Luis M. Uliarte - Daniel C. Illanes                      |
|                                   | Unión Cívica Radical Cruzada Renovadora | 12.039                            | 25,60                             | 3/9                               | - Pedro Oritja - Ángel Abraham - Jaime Frau                                       |
|                                   | Unión Cívica Radical del Pueblo         | 8.933                             | 19,00                             | 2/9                               | - Antonio Bolaños Mariscal - Miguel Sánchez Rodríguez                             |
|                                   | Partido Demócrata Conservador Popular   | 7.835                             | 16,66                             | 1/9                               | - Tomás Zarzuelo                                                                  |
|                                   | Concentración Democráta                 | 1.583                             | 3,37                              |                                   |                                                                                   |
|                                   | Partido Demócrata Cristiano             | 985                               | 2,09                              |                                   |                                                                                   |
|                                   | Unión Cívica Radical Intransigente      | 833                               | 1,77                              |                                   |                                                                                   |
|                                   | Partido Laborista                       | 274                               | 0,58                              |                                   |                                                                                   |
|                                   | Cruzada Acción Nacional                 | 220                               | 0,47                              |                                   |                                                                                   |
|                                   |                                         |                                   |                                   |                                   |                                                                                   |
| Votos positivos                   | Votos positivos                         | 47.025                            | 100                               |                                   |                                                                                   |
| 4ª Sección Electoral 9 Electores  |                                         |                                   |                                   |                                   |                                                                                   |
| Partido                           | Partido                                 | Votos                             | %                                 | Electores                         | Electos                                                                           |
|                                   | Unión Cívica Radical Bloquista          | 5.411                             | 38,58                             | 4/9                               | - Carlos A. Rocco - Adonis Cantoni - Florián Wetten - Julio C. Cámpora            |
|                                   | Partido Demócrata Conservador Popular   | 3.428                             | 24,44                             | 2/9                               | - Salvador Gómez - María D. Mallea                                                |
|                                   | Unión Cívica Radical del Pueblo         | 2.406                             | 17,16                             | 2/9                               | - Levio Alleva - José Latuf                                                       |
|                                   | Unión Cívica Radical Cruzada Renovadora | 1.758                             | 12,53                             | 1/9                               | - José S. Lopresti                                                                |
|                                   | Concentración Democráta                 | 581                               | 4,14                              |                                   |                                                                                   |
|                                   | Unión Cívica Radical Intransigente      | 308                               | 2,20                              |                                   |                                                                                   |
|                                   | Partido Laborista                       | 53                                | 0,38                              |                                   |                                                                                   |
|                                   | Partido Demócrata Cristiano             | 47                                | 0,34                              |                                   |                                                                                   |
|                                   | Cruzada Acción Nacional                 | 33                                | 0,24                              |                                   |                                                                                   |
|                                   |                                         |                                   |                                   |                                   |                                                                                   |
| Votos positivos                   | Votos positivos                         | 14.025                            | 100                               |                                   |                                                                                   |

### Cámara de Diputados
| Partido         | Partido                                 | Votos   | %     | Diputados |
| --------------- | --------------------------------------- | ------- | ----- | --------- |
|                 | Unión Cívica Radical Bloquista          | 46.597  | 29,50 | 10/30     |
|                 | Unión Popular                           | 32.464  | 20,55 | 8/30      |
|                 | Unión Cívica Radical Cruzada Renovadora | 32.376  | 20,49 | 7/30      |
|                 | Unión Cívica Radical del Pueblo         | 31.288  | 19,81 | 5/30      |
|                 | Concentración Democráta                 | 6.662   | 4,22  |           |
|                 | Partido Demócrata Cristiano             | 3.867   | 2,45  |           |
|                 | Unión Cívica Radical Intransigente      | 3.151   | 1,99  |           |
|                 | Partido Laborista                       | 864     | 0,55  |           |
|                 | Cruzada Acción Nacional                 | 700     | 0,44  |           |
|                 |                                         |         |       |           |
| Votos positivos | Votos positivos                         | 157.969 | 100   |           |

#### Resultados por secciones electorales
| 1ª Sección Electoral 8 Diputados | 1ª Sección Electoral 8 Diputados        | 1ª Sección Electoral 8 Diputados | 1ª Sección Electoral 8 Diputados | 1ª Sección Electoral 8 Diputados | 1ª Sección Electoral 8 Diputados                                           |
| Partido                          | Partido                                 | Votos                            | %                                | Diputados                        | Electos                                                                    |
| -------------------------------- | --------------------------------------- | -------------------------------- | -------------------------------- | -------------------------------- | -------------------------------------------------------------------------- |
|                                  | Unión Cívica Radical Bloquista          | 13.955                           | 26,93                            | 2/8                              | - Luis Alfredo Olson - Alberto José Nieto                                  |
|                                  | Unión Cívica Radical del Pueblo         | 11.803                           | 22,78                            | 2/8                              | - Martín S. Riveros - Roberto Villamayor                                   |
|                                  | Unión Cívica Radical Cruzada Renovadora | 9.952                            | 19,20                            | 2/8                              | - Otto Argentino Torres - Pedro Ramón Flores                               |
|                                  | Unión Popular                           | 9.831                            | 18,97                            | 2/8                              | - Bernardino Anacleto Romero - Ramón Héctor Albarracín                     |
|                                  | Concentración Democráta                 | 2.470                            | 4,77                             |                                  |                                                                            |
|                                  | Partido Demócrata Cristiano             | 1.990                            | 3,84                             |                                  |                                                                            |
|                                  | Unión Cívica Radical Intransigente      | 1.182                            | 2,28                             |                                  |                                                                            |
|                                  | Partido Laborista                       | 321                              | 0,62                             |                                  |                                                                            |
|                                  | Cruzada Acción Nacional                 | 317                              | 0,61                             |                                  |                                                                            |
|                                  |                                         |                                  |                                  |                                  |                                                                            |
| Votos positivos                  | Votos positivos                         | 51.823                           | 100                              |                                  |                                                                            |
| 2ª Sección Electoral 8 Diputados |                                         |                                  |                                  |                                  |                                                                            |
| Partido                          | Partido                                 | Votos                            | %                                | Diputados                        | Electos                                                                    |
|                                  | Unión Cívica Radical Bloquista          | 12.917                           | 30,01                            | 3/8                              | - Jorge Eduardo Clemenceau - Ramón Maririque - Jorge Ruiz Aguilar          |
|                                  | Unión Popular                           | 9.292                            | 21,58                            | 2/8                              | - César Yunes - Carlos Rolando Bustos                                      |
|                                  | Unión Cívica Radical Cruzada Renovadora | 8.633                            | 20,05                            | 2/8                              | - Néstor Reinaldo Molina - José Hugo Torres                                |
|                                  | Unión Cívica Radical del Pueblo         | 8.171                            | 18,98                            | 1/8                              | - Miguel Eduardo Blanco                                                    |
|                                  | Concentración Democráta                 | 2.026                            | 4,71                             |                                  |                                                                            |
|                                  | Partido Demócrata Cristiano             | 846                              | 1,97                             |                                  |                                                                            |
|                                  | Unión Cívica Radical Intransigente      | 819                              | 1,90                             |                                  |                                                                            |
|                                  | Partido Laborista                       | 215                              | 0,50                             |                                  |                                                                            |
|                                  | Cruzada Acción Nacional                 | 130                              | 0,30                             |                                  |                                                                            |
|                                  |                                         |                                  |                                  |                                  |                                                                            |
| Votos positivos                  | Votos positivos                         | 43.049                           | 100                              |                                  |                                                                            |
| 3ª Sección Electoral 7 Diputados |                                         |                                  |                                  |                                  |                                                                            |
| Partido                          | Partido                                 | Votos                            | %                                | Diputados                        | Electos                                                                    |
|                                  | Unión Cívica Radical Bloquista          | 14.319                           | 29,35                            | 2/7                              | - Federico Saturnino Bravo - Pablo Salvador Laciar                         |
|                                  | Unión Cívica Radical Cruzada Renovadora | 12.031                           | 24,66                            | 2/7                              | - Nemesio Benjamín Abasolo - Walter Galicio Castro                         |
|                                  | Unión Popular                           | 9.635                            | 19,75                            | 2/7                              | - Gerardo Francisco Rubiño - Gregorio Humberto Coria                       |
|                                  | Unión Cívica Radical del Pueblo         | 8.900                            | 18,24                            | 1/7                              | - Santiago V. Casú                                                         |
|                                  | Concentración Democráta                 | 1.583                            | 3,24                             |                                  |                                                                            |
|                                  | Partido Demócrata Cristiano             | 984                              | 2,02                             |                                  |                                                                            |
|                                  | Unión Cívica Radical Intransigente      | 843                              | 1,73                             |                                  |                                                                            |
|                                  | Partido Laborista                       | 275                              | 0,56                             |                                  |                                                                            |
|                                  | Cruzada Acción Nacional                 | 220                              | 0,45                             |                                  |                                                                            |
|                                  |                                         |                                  |                                  |                                  |                                                                            |
| Votos positivos                  | Votos positivos                         | 48.790                           | 100                              |                                  |                                                                            |
| 4ª Sección Electoral 7 Diputados |                                         |                                  |                                  |                                  |                                                                            |
| Partido                          | Partido                                 | Votos                            | %                                | Diputados                        | Electos                                                                    |
|                                  | Unión Cívica Radical Bloquista          | 5.406                            | 37,78                            | 3/7                              | - Aldo Hermes Nereo Cantoni - Juan Carlos Malberti L. - Juan de Dios Pinto |
|                                  | Unión Popular                           | 3.706                            | 25,90                            | 2/7                              | - Nora R. Puigrós - Ramón N. Chanquía                                      |
|                                  | Unión Cívica Radical del Pueblo         | 2.414                            | 16,87                            | 1/7                              | - Eduardo Escales                                                          |
|                                  | Unión Cívica Radical Cruzada Renovadora | 1.760                            | 12,30                            | 1/7                              | - Juan Santiago Merino                                                     |
|                                  | Concentración Democráta                 | 583                              | 4,07                             |                                  |                                                                            |
|                                  | Unión Cívica Radical Intransigente      | 307                              | 2,15                             |                                  |                                                                            |
|                                  | Partido Laborista                       | 53                               | 0,37                             |                                  |                                                                            |
|                                  | Partido Demócrata Cristiano             | 47                               | 0,33                             |                                  |                                                                            |
|                                  | Cruzada Acción Nacional                 | 33                               | 0,23                             |                                  |                                                                            |
|                                  |                                         |                                  |                                  |                                  |                                                                            |
| Votos positivos                  | Votos positivos                         | 14.309                           | 100                              |                                  |                                                                            |